# Distritos de Colombia
El término distrito es usado en Colombia para definir a las entidades territoriales de segundo nivel (municipios) dotadas de un régimen legal, político, fiscal y administrativo independiente, con características especiales que las destaca o diferencia de las demás en cuanto a su economía, sus recursos, su cultura o su papel administrativo y geográfico.

## Historia
El primer distrito que se creó en Colombia fue el Distrito Federal (1861), que fue la cuna del Distrito Especial en 1954. Mucho más tarde, la Constitución de 1991, en su artículo 356, creó los distritos de las tres principales ciudades del norte del país: Barranquilla, Cartagena de Indias y Santa Marta. La misma constitución de 1991 cambió el nombre de Bogotá por el de Santafé de Bogotá, Distrito Capital, que cambió de nuevo en el año 2000 a Bogotá, Distrito Capital.
En julio de 2007, el Acto Legislativo 02 modificó la Constitución e incluyó como distritos a Cúcuta, Popayán, Tunja, Buenaventura, Turbo y Tumaco. Sin embargo en 2009 fue declarado inexequible gran parte de este acto, quedando reconocidos únicamente los distritos de Bogotá, Barranquilla, Santa Marta, Cartagena y Buenaventura.
En julio de 2015 la plenaria del Senado aprobó el proyecto de ley que le otorga la categoría de distrito a Riohacha, capital del departamento de La Guajira.
En septiembre de 2017 la plenaria del Senado aprobó el proyecto de ley que le otorgaría la categoría de distrito a la villa de Mompox, departamento de Bolívar. El 27 de diciembre, a través de sanción presidencial, Mompox se convirtió en Distrito Especial, Turístico, Histórico y Cultural.
El 24 de enero de 2018 el municipio de Turbo se niveló a Distrito Portuario, Logístico, Industrial, Turístico y Comercial de Colombia mediante la ley 1883 de 2018. El 17 de julio de 2018 del mismo año, Tumaco se convirtió en Distrito Especial, Industrial, Portuario, Biodiverso y Ecoturístico. El 2 de agosto del mismo año el presidente Juan Manuel Santos sancionó la ley que convirtió a Cali en un Distrito Especial.
El 13 de junio de 2019, el Congreso de la República de Colombia declaró al municipio de Barrancabermeja como Distrito Especial Portuario, Industrial, Turístico y Biodiverso. El 14 de julio de 2021 el Congreso de la República le concedió al municipio de Medellín la calidad de Distrito Especial.
Como todo nuevo distrito recién creado, a principios del siguiente año estos deben organizarse en localidades y se le aplicarán debidamente todas las leyes de un distrito especial.

## Requisitos de creación
De acuerdo a la Ley 1617 de 2013, para la creación de nuevos distritos deberán cumplir con las siguientes condiciones: 
1. Deben tener más de 600 mil habitantes, según certificación del DANE o que se encuentren ubicados en zonas costeras, siempre y cuando tengan potencial para el desarrollo de puertos o para el turismo y la cultura; o sea municipio capital de departamento fronterizo.
2. Debe existir un concepto previo de las comisiones especiales de seguimiento al proceso de descentralización y ordenamiento territorial
3. y que haya concepto previo de los concejos municipales.[18]

Se exceptúan del cumplimiento de estos requisitos a aquellos distritos que hayan sido reconocidos como tales por la Constitución y la ley o los municipios que hayan sido declarados Patrimonio Histórico de la Humanidad por la Unesco.

## Régimen administrativo

El Distrito Capital.

En el año 2013 el Congreso de Colombia expidió la ley 1617 o "Ley de Régimen de Distritos" que muestra la organización, estructura y funcionamiento distrital, y establece las disposiciones para hacer estatutos políticos, administrativos y fiscales, con el fin de unificar los distintos regímenes existentes en los distritos del país: Barranquilla, Cartagena de Indias, Bogotá y Santa Marta. Con dicha norma se actualizaron las disposiciones, se contextualizaron y se incluyó a Buenaventura, por lo cual la ley, además de unificar, es reglamentaria. La ley de distritos no garantiza recursos de ningún tipo, sin embargo, con esa categoría se vuelve prioritario que se giren fondos especiales para el desarrollo de proyectos.

### Bogotá, Distrito Capital
Como distrito capital, Bogotá es el único municipio que recibe recursos directamente de la nación y por tal motivo tiene las mismas atribuciones que un departamento, ya que, a diferencia de los demás distritos de Colombia, Bogotá es una entidad territorial de primer orden, con las atribuciones administrativas que la ley confiere a aquellos.
Administrativamente, lo gobierna un Alcalde Mayor que hace el mismo papel de un gobernador departamental; a pesar de que Bogotá posee una relación especial con el departamento de Cundinamarca, al ser su capital, este último no ejerce autoridad sobre el distrito, ni el gobernador ni la asamblea departamental. Esto se debe a que Bogotá está contemplada dentro de la Constitución Política Colombiana como el único distrito que, junto con los 32 departamentos, conforman un total de 33 unidades administrativas diferentes e independientes entre sí.
A nivel judicial, Bogotá y Cundinamarca comparten un único Tribunal Administrativo, aunque cada entidad posee su propio Tribunal Superior. Asimismo, la Corporación Autónoma Regional de Cundinamarca funge como autoridad ambiental en el área rural de distrito y sobre la cuenca del río Bogotá, pero el área urbana del distrito está a cargo de la Secretaría Distrital de Ambiente.

## Denominaciones completas
- Bogotá, Distrito Capital.
- Barrancabermeja, Distrito Especial, Portuario, Industrial, Turístico y Biodiverso.
- Barranquilla, Distrito Especial, Industrial y Portuario.
- Buenaventura, Distrito Especial, Industrial, Portuario, Biodiverso y Ecoturístico.
- Cartagena de Indias, Distrito Turístico, Cultural e Histórico.
- Medellín, Distrito Especial de Ciencia, Tecnología e Innovación.
- Riohacha, Distrito Especial, Turístico y Cultural.
- San Andrés de Tumaco, Distrito Especial, Industrial, Portuario, Biodiverso y Ecoturístico.
- Santa Cruz de Mompox, Distrito Especial Turístico, Cultural e Histórico.
- Santa Marta, Distrito Turístico, Cultural e Histórico.
- Santiago de Cali, Distrito Especial, Deportivo, Cultural, Turístico, Empresarial y de Servicios.
- Turbo, Distrito Portuario, Logístico, Turístico, Industrial y Comercial.